# ماسیمو ترتسانو
ماسیمو ترتسانو (ایتالیایی: Massimo Terzano؛ ۲۳ آوریل ۱۸۹۲ – ۱۸ اکتبر ۱۹۴۷) فیلم‌بردار اهل ایتالیا بود. ترتسانو یکی از چهره‌های برجسته صنعت سینمای ایتالیا به‌شمار می‌رفت و در دوران سینمای صامت، دوره فاشیسم و پس از جنگ جهانی دوم، در بیش از هشتاد فیلم همکاری داشت. آخرین فیلم او آرایشگر سویل بود که اندکی پیش از مرگش ساخته شد.
از فیلم‌هایی که وی در آن‌ها نقش داشته است، می‌توان به ترانه عشق، فولاد، دبران، دکتر آنتونیو، همچون برگ‌ها، جوزپه وردی، کلاه سه‌گوش، فانی، کاستا دیوا، ترانه مادر و آرایشگر سویل اشاره نمود.